# Pop Shop
Pop Shop war eine Musiksendung bzw. ein Jugendmagazin im dritten Hörfunkprogramm des Südwestfunks Baden-Baden (später SWF3 genannt).

## Geschichte
Die Wurzeln des Pop Shop lagen in der Sendung Stars und Hits, die gegen Ende der 1960er-Jahre jeden Samstag als „Hitparade“ von 18:05 Uhr bis 19:15 Uhr im ersten Hörfunkprogramm des SWF lief. Sie wurde von Redakteur Walther Krause († 6. Oktober 2018) begründet und moderiert, der den damaligen SWF-Hörfunkdirektor Manfred Häberlen von einem neuen Konzept überzeugte, der sogenannten „Selbstfahrersendung“. Der damals 31-jährige Krause war 1967 in den USA und sah bei verschiedenen Radiostationen, wie ein einzelner Mensch als Redakteur, Moderator und Techniker arbeitete. Gegen anfängliche Widerstände der SWF-Technik führte er Ende 1968 die Stars-und-Hits-Hitparade ein. Diese Sendung („Top 20“ – deutsche Schlager und internationaler Pop gemischt) war ein großer Erfolg, sie kam vor allem beim jüngeren Publikum gut an. Daraufhin entwickelte Häberlen die Idee, auf der dritten UKW-Senderkette (die seit dem Sendestart am 3. August 1964 in der Hauptsache für mehrsprachige Gastarbeiterprogramme diente) ein Format speziell für die junge Generation zu etablieren. Häberlen beauftragte Krause 1969 damit, diese Aufgabe zu übernehmen. So wurde daraus ab dem 1. Januar 1970 der Pop Shop. Den Sendeplatz von Stars und Hits am Samstagabend im ersten Programm füllte man dafür mit der Hörer-Hitparade Ihre Wertung, bitte, welche der 2010 verstorbene Karl-Heinz Wegener moderierte. Sendungen mit überwiegendem Anteil internationaler Popmusik waren damals im konservativen, ausschließlich öffentlich-rechtlich strukturierten deutschen Hörfunk noch sehr rar. Vom SWF selbst wurde im Rahmen einer Hörfunkreform ab dem 1. Januar 1970 der Pop Shop als „Teenage-Magazin“ bezeichnet.

## Entwicklung
Pop Shop bestand genau genommen aus einer Programmfolge von Sendungen mit diversen Einzelnamen (z. B. „Openhouse“, „Für wen singen wir? – Antihits aus Deutschland“). Der Schwerpunkt lag bei viel Popmusik mit ausführlichen Informationen über die Bands, Interpreten und Interviews, dazu deutsche und internationale Hitparaden (die „Top Ten“). In der ersten Zeit wurden die Programmleute im eigenen Funkhaus noch belächelt und abwertend als „Popshopler“ bezeichnet, aber schon in Kürze wurde daraus eine der populärsten Sendungen im deutschen Hörfunk der 1970er-Jahre. Das Studio (Sendekomplex 3) befand sich im Keller des Funkhauses ohne Außenfenster, war mit nach heutigen Verhältnissen sehr einfacher Technik ausgestattet und räumlich recht begrenzt. Als Tonträger wurden hauptsächlich Schallplatten aus dem Archiv von zwei EMT 930-Studio-Plattenspielern ohne Umschnitt auf Tonband gesendet. Die Nachrichten kamen aus demselben Senderaum, der Sprecher saß links hinter dem Moderator am Sprechertisch. Alle Geräte wurden von den Moderatoren selbst bedient und lautstärkemäßig ausgesteuert (Selbstfahrbetrieb).
Die Sendezeit erstreckte sich zuerst von Montag bis Freitag ab 12:03 Uhr bis 15 Uhr, ab Herbst 1972 wurde sie ausgeweitet auf 17 Uhr. Nach den Nachrichten um 12:03 Uhr lief bis 13 Uhr die Sendung „Take Off“, instrumentale Musiktitel ohne Moderation, zusammengestellt von Guido Schneider. Samstags von 13 Uhr bis 15 Uhr gab es „Oldtimer“, eine Sendung mit Pop-Oldies hauptsächlich aus den 1960er-Jahren, anschließend eine Stunde „Facts und Platten“, internationaler Pop mit vielen Hintergrund-Infos. Beide Sendungen moderierte Frank Laufenberg. Am Sonntag begann das Programm schon ab 11:05 Uhr, an diesem Wochentag liefen auch die Hitparaden – als erstes die „Top Ten deutsch“ mit Karlheinz Kögel, nach zwei Sendungen ab 14 Uhr folgten die „Top Ten international“, moderiert von Frank Laufenberg. Nach Ende der Pop-Shop-Sendungen wurde wochentags weiterhin das mehrsprachige Ausländerprogramm der ARD ausgestrahlt, am Samstag und Sonntag liefen davor aktuelle Sportreportagen vom Wochenende. Mittwochabends wurden die Sender des dritten Programms zu Messzwecken abgeschaltet.
Zu den Moderatoren der ersten Stunde zählten Walther Krause (damaliger Redaktionsleiter), Frank Laufenberg, Karlheinz Kögel und Guido Schneider. Dazu kamen später Bernd Mohrhoff, Hans-Jürgen Kliebenstein, Gerhard Irmler, Elke Heidenreich (hier erfand sie die Kunstfigur Else Stratmann), der Country-Experte Walter Fuchs, der Spezialist für französische Musik Werner Hoffmann und andere. Besonders Guido Schneider mit seinem unmoderierten „Hit Club“ war sehr beliebt – dies ermöglichte dem Hörer einen ungetrübten Musikgenuß und zudem vor allem die Möglichkeit, die Musikstücke auf Tonband oder Musikkassette aufzuzeichnen.
Ab 1972 wurde der Pop Shop zwischen 14 und 17 Uhr auch vom Süddeutschen Rundfunk auf Südfunk 3 übernommen; man gewann damit noch eine Vielzahl an Hörern dazu. Beliebt war auch die Sendung „Pop Shop unterwegs“. Sie wurde einmal im Monat live übertragen – immer aus einer anderen Stadt, aus einer anderen Halle des Sendegebiets. Damit baute sich ein direkter Kontakt mit den Hörern auf.
Ab 1975 nannte das dritte Programm des Österreichischen Rundfunks Ö3 seine eigene Hitparade als Anlehnung an die erfolgreiche deutsche Sendung ebenfalls Pop-Shop, dieser Name war nicht geschützt.

### Programmschema
| Zeit  | Montag                                | Dienstag                              | Mittwoch                   | Donnerstag                            | Freitag                               | Samstag            | Sonntag |
| ----- | ------------------------------------- | ------------------------------------- | -------------------------- | ------------------------------------- | ------------------------------------- | ------------------ | --- |
| 11:05 | ---                                   | ---                                   | ---                        | ---                                   | ---                                   | ---                | Top Ten Deutsch (bis 12:00) |
| 12:03 | Take Off                              | Take Off                              | Take Off                   | Take Off                              | Take Off                              | Take Off           | (12:05) Pop Shop Spezial - Überlange Hörerwünsche                                                                                         |
| 13:00 | SW France                             | Session - Jazz im Pop Shop            | Für wen singen wir         | Blues Box                             | Country Express                       | Oldtimer           | (13:05) Im Wechsel: Forum / Wer's recht versteht, dem wird es nützen, wer's nicht versteht, den wird es auch nicht schützen / Hallo Stift |
| 13:30 | Nachrichten im Pop Shop               | Nachrichten im Pop Shop               | Nachrichten im Pop Shop    | Nachrichten im Pop Shop               | Nachrichten im Pop Shop               | Oldtimer           | (13:05) Im Wechsel: Forum / Wer's recht versteht, dem wird es nützen, wer's nicht versteht, den wird es auch nicht schützen / Hallo Stift |
| 13:33 | Guido Schneider's Hit Club            | Guido Schneider's Hit Club            | Guido Schneider's Hit Club | Guido Schneider's Hit Club            | Guido Schneider's Hit Club            | Oldtimer           | (13:05) Im Wechsel: Forum / Wer's recht versteht, dem wird es nützen, wer's nicht versteht, den wird es auch nicht schützen / Hallo Stift |
| 14:00 | Tips und Platten                      | Tips und Platten                      | Tips und Platten           | Tips und Platten                      | Tips und Platten                      | Oldtimer           | Top Ten International |
| 14:30 | Infos                                 | Infos                                 | Infos                      | Infos                                 | Infos                                 | Oldtimer           | Top Ten International |
| 14:35 | Tips und Platten (Di inkl. UK Charts) | Tips und Platten (Di inkl. UK Charts) | Die Mittwochsparty         | Tips und Platten (Do inkl. US Charts) | Tips und Platten (Do inkl. US Charts) | Oldtimer           | Top Ten International |
| 15:00 | Open House                            | Open House                            | Die Mittwochsparty         | Open House                            | Open House                            | Facts und Platten  | Ende des Pop Shops |
| 15:30 | Nachrichten im Pop Shop               | Nachrichten im Pop Shop               | Die Mittwochsparty         | Nachrichten im Pop Shop               | Nachrichten im Pop Shop               | Facts und Platten  | |
| 15:33 | Open House                            | Open House                            | Die Mittwochsparty         | Open House                            | Open House                            | Facts und Platten  | |
| 16:00 | Kinderfunk                            | Kinderfunk                            | Kinderfunk                 | Kinderfunk                            | Kinderfunk                            | Ende des Pop Shops | |
| 16:15 | 20 zu 1                               | 20 zu 1                               | 20 zu 1                    | 20 zu 1                               | 20 zu 1                               |                    | |
| 16:56 | Nachrichten im Pop Shop               | Nachrichten im Pop Shop               | Nachrichten im Pop Shop    | Nachrichten im Pop Shop               | Nachrichten im Pop Shop               |                    | |
| 17:00 | Ende des Pop Shops                    | Ende des Pop Shops                    | Ende des Pop Shops         | Ende des Pop Shops                    | Ende des Pop Shops                    |                    | |

| Zeit  | Montag | Dienstag | Mittwoch | Donnerstag | Freitag                  | Samstag | Sonntag |
| ----- | ------ | -------- | -------- | ---------- | ------------------------ | ------- | ------- |
| 21:00 | ---    | ---      | ---      | ---        | LP-Hitparade (bis 22:00) | ---     | ---     |

Mit Beginn unter dem Namen „SWF3“ als Vollzeit-Popwelle am 1. Januar 1975 war Pop Shop integraler Bestandteil, verkürzt auf eine einzelne Sendung täglich. Peter Stockinger löste den bisherigen Chefredakteur Walther Krause ab. Gesendet und produziert wurde nun aus einem wesentlich größeren und technisch moderneren Studio. Der Pop Shop war beispielgebend für andere, zum Teil monothematische Abendsendungen der ARD-Anstalten (z. B. Toptime in hr3) und hielt sich bis 1995 im Sendeschema. Bis zum 1. April 1980 war der Pop Shop bzw. das Programm von SWF3 nur in Mono zu hören.
Die erste Intro-Musik (Indikativ) für den Pop Shop hieß bis Ende 1974 „Calido“ und war vom Vic Flick Sound Orchester. Charakteristisch für das Intro des Pop Shops war jedoch das ab 1975 lange Zeit verwendete Instrumentalstück „Okie“ von J. J. Cale, das vor allem Frank Laufenberg sonntagabends bis zum Ende der „Top Ten“ Mitte der 1980er verwendete. Von 1989 bis 1995 war Stefanie Tücking Redakteurin und Moderatorin des Pop Shop.
Von 2010 – der originale Pop Shop wurde vor 40 Jahren fast auf den Tag genau gestartet – bis 2022 trug aus Nostalgiegründen die vormalige Sendung Intensiv auf SWR3 den Namen Pop Shop.

## Trivia
Der Grad der Popularität lässt sich vielleicht anhand der Tatsache erkennen, dass die Wortkombination Pop Shop Einzug in die Gefängnissprache des Strafvollzuges gefunden hat. Dort bezeichnet Pop Shop den abendlichen Verschluss der Gefängniszellen. Dies stammt aus der Zeit, als Gefangene noch keine eigenen Fernseher haben durften und nach dem Zellenverschluss nur Radio hören konnten. Da der Einschluss zur gleichen Zeit erfolgte, zu der der Pop Shop ab dem Jahr 1975 auf Sendung ging, sagten die Gefangenen „Jetzt ist Pop Shop“. Diese Redensart hat sich bis heute in allen Gefängnissen erhalten. Sie bezeichnet heute neben dem allgemeinen Einschluss aber auch besondere Maßnahmen wie etwa Freizeitsperren.